# Рейд. Сила нескорених
«Рейд. Сила нескорених», або просто «Рейд» — український документальний телефільм, знятий «Військовим телебаченням України» в співробітництві з Film.ua. Стрічка розповідає про події наприкінці серпня — початку вересня 2014 року, коли українські десантники на сході України за 24 дні здійснили чотирьохсоткілометровий бойовий марш у тилу терористичних організацій для тотальної ізоляції зони конфлікту та зупинення їх військового забезпечення з боку Російської Федерації.
Прем'єра телефільму «Рейд» відбулась 12 жовтня 2015 року в київському кінотеатрі «Україна». Телевізійна прем'єра відбулась 14 жовтня 2015 року, у День захисника України, в ефірі ряду загальнонаціональних каналів.

## Сюжет
Фільм розповідає про події наприкінці серпня — початку вересня 2014 року, коли на сході України була проведена повномасштабна військова операція з активного контрнаступу на всій лінії фронту та тотальної ізоляції зони конфлікту від військового забезпечення з боку Російської Федерації.
Першу ділянку коридору пробили десантники 25-ї бригади. Далі рейд в тилу терористів провели бійці 95-ї бригади. Під час переправи через річку Міус, попри обстріли з території Росії, десантниками було врятовано три тисячі людей. Успіхи української армії призвели до того, що 24 серпня 2014 року Росія ввела свої війська на схід України, внаслідок чого важка поразка під Іловайськом спонукала українську владу до укладення Мінського перемир'я в рамках контактної групи Україна—Росія—ОБСЄ із залученням представників сепаратистів.

## Виробництво

### Розроблення
Ідея фільму народилися в радника міністра оборони з питань комунікацій Олексія Макухіна після прочитання інтерв'ю американського військового експерта Філіпа Карбера, в якому той заявив, що українські десантники з 95-ї бригади зробили найдовший рейд збройного формування у військовій історії світу. «Це понад 400 кілометрів. Ми починаємо фільм із цього рейду, який дозволив українській армії звільняти території. Потім росіяни почали активніше використовувати свою артилерію і 24 серпня ввели свої війська — сталася Іловайська трагедія. Після цього були вже інші рейдові операції, які допомогли зупинити наступ ворога, що планувався за двома напрямками — на Маріуполь і Харків, і змусили ворога сісти за стіл переговорів», — розповів Олексій Макухін.

### Знімання
Робота над «Рейдом» тривала з кінця липня 2015 року та була завершена 11 жовтня того ж року. Фільм зняли Центральна телерадіостудія Міністерства оборони України («Військове телебачення України») у партнерстві з кінокомпанією Film.ua. Радник міністра оборони з питань комунікацій Олексій Макухін заявив, що стрічку знімала та ж команда, що створила документальний телефільм «Аеропорт», присвячений «кіборгам», захисникам Донецького аеропорту, прем'єра якого відбулася в травні 2015 року. Стрічка не має режисера, а його обов'язки виконували режисер монтажу, автор сценарію, продюсер та радник міністра оборони Олексій Макухін. Інтерв'ю в героїв фільму брали як журналісти Центральної телерадіостудії Міноборони, так Олексій Макухін і сценарист Олексій Гончарук. Для запису інтерв'ю з героями стрічки журналістська команда їздила за 15 кілометрів до лінії зіткнення. Їй вдалося взяти інтерв'ю у 22-х військових, серед яких начальник Генерального штабу Віктор Муженко, командир 95-ї окремої аеромобільної бригади ВДВ, а нині командувач ВДВ, генерал-майор, Герой України Михайло Забродський, заступник командувача ВДВ генерал-майор Юрій Содоль, американський військовий експерт Філіпп Карбер, колишній генерал і командуючий сил НАТО Веслі Кларк й українські десантники. Деякі сцени фільму були спеціально реконструйовані на полігонах.

## Випуск
Прем'єра телефільму «Рейд» відбулась 12 жовтня 2015 року в київському кінотеатрі «Україна», яку відвідали українські десантники та Президент України Петро Порошенко. Телевізійна прем'єра відбулась 14 жовтня 2015 року, у День захисника України, в ефірі ряду загальнонаціональних каналів: «Інтер», «Україна», «UA: Перший», ICTV, «СТБ», 5 канал та «Еспресо TV». За словами Олексія Макухіна, переговорами з телеканалами щодо показу «Рейду» займалися Центральна телерадіостудія Міноборони та Адміністрація Президента. Після телепрем'єри стрічку викладуть на YouTube-каналі «Військового телебачення України». Також 14 жовтня фільм показали у львівському Кінопалаці «Коперник». Для показу за кордоном фільм продублювано іноземними мовами.

### Маркетинг
25 серпня 2015 року трейлер «Рейду» був опублікований на каналі «Військового телебачення України» на відеохостингу YouTube.